# Pygeum ocellatum
Pygeum ocellatum är en rosväxtart som beskrevs av Emil Bernhard Koehne. Pygeum ocellatum ingår i släktet Pygeum och familjen rosväxter. Inga underarter finns listade i Catalogue of Life.